# Schachstaatsliga 1978/79
Die Saison 1978/79 war die vierte Spielzeit der österreichischen Schachstaatsliga.
Nachdem der Vorjahresmeister SK Austria Wien vor dem Start seine Teilnahme zurückzog und aus organisatorischen Gründen keine Mannschaft nachnominiert werden konnte, nahmen nur neun Vereine teil.
Meister wurde der SK Hietzing Wien, der den SK VÖEST Linz um zwei Brettpunkte distanzierte. Auf dem dritten Rang konnte sich Aufsteiger SK Merkur Graz platzieren. Auch der zweite Aufsteiger SV Amstetten konnte den Klassenerhalt behaupten.
Da der SK Gemeinde Graz am Saisonende seine Mannschaft aus der Staatsliga zurückzog, durfte der Letztplatzierte SV ATSV Ranshofen in der Liga verbleiben. Um das Teilnehmerfeld in der Saison 1979/80 wieder auf zehn Mannschaften zu ergänzen, durften erneut zwei Teams in die Staatsliga aufsteigen.

## Abschlusstabelle
| Pl. | Verein             | Sp | G | U | V | Brett-P.  | MP |
| --- | ------------------ | -- | - | - | - | --------- | -- |
| 01. | SK Hietzing Wien   | 8  |   |   |   | 41,5:22,5 |    |
| 02. | SK VÖEST Linz      | 8  |   |   |   | 39,5:24,5 |    |
| 03. | SK Merkur Graz (N) | 8  |   |   |   | 38,0:26,0 |    |
| 04. | Union Styria Graz  | 8  |   |   |   | 34,5:29,5 |    |
| 05. | Linzer SV          | 8  |   |   |   | 34,5:29,5 |    |
| 06. | SV Amstetten (N)   | 8  |   |   |   | 29,5:34,5 |    |
| 07. | ASK Klagenfurt     | 8  |   |   |   | 25,0:39,0 |    |
| 08. | SK Gemeinde Graz   | 8  |   |   |   | 23,0:41,0 |    |
| 09. | SV ATSV Ranshofen  | 8  |   |   |   | 22,5:41,5 |    |

Anmerkungen:
|     | Österreichischer Meister: SK Hietzing Wien         |
|     | Absteiger: SK Gemeinde Graz (freiwilliger Rückzug) |
| (N) | Aufsteiger der letzten Saison                      |

## Qualifikation zur Staatsliga 1979/80
Der ATUS Judenburg und der 1. SSK Mozart konnten sich für die folgende Saison qualifizieren. Austragungsort, Datum und Ergebnisse des Qualifikationsturniers sind ebenso nicht bekannt, wie die anderen teilnehmenden Vereine.